# Celduin
El Celduin es un río ficticio que pertenece al legendarium del escritor británico J. R. R. Tolkien y que aparece en su novela El Señor de los Anillos. Es uno de los más importantes ríos del noreste de la Tierra Media y forma parte de un sistema fluvial, junto al Carnen, que fue la principal vía de comercio de los Hombres del Norte, de los Elfos Silvanos del Bosque Negro y de los Hombres de Esgaroth, con el reino de Dorwinion en la Tercera Edad.

## Etimología
Traducido como “Río Rápido” en El Señor de los Anillos; su nombre proviene de la palabra Sindarin *Cell que significa “que corre”, “que fluye” (referido al agua); raíz KEL y duin que significa “río”, raíz DUI

## Curso
Nace de las vertientes de la Montaña Solitaria o Erebor, justo delante de la Puerta Principal; allí, de una abertura en una pared de roca, “(...)manaba un agua hirviendo, y fluía en remolinos por un estrecho canal y se precipitaba ruidosa, y descendía hasta el valle”. A unas millas de dejar la base de la Montaña el río describe una curva hacia el Este que rodea la Ciudad de Valle, ubicada en la orilla Oeste. “(…)En ese punto hubo una vez un puente que llevaba a unas escaleras empinadas en la orilla derecha, y luego a un camino que corría hacia la Colina del Cuervo.” 
Volcaba sus aguas en el Lago Largo luego de transponer un desfiladero entre dos grupos de colinas y corría de nuevo hacia el Sudeste, a partir de las Cataratas en las que desembocaba el lago; y que, según Bilbo Bolsón, en “(…)el aire tranquilo del anochecer…” de la Ciudad del Lago “(…) el ruido resonaba como un bramido distante…”. Finalmente y luego de un largo recorrido desembocaba en el Mar de Rhûn.

## El comercio
A lo largo de sus riveras meridonales se asentaron muchos pueblos de Hombres de Norte que a lo largo de la Tercera Edad medraron con la utilización del río como vía comercial, puesto que era navegable en grandes botes y pequeños barcos en ese extenso trayecto entre el Lago Largo y el Mar de Rhûn. Pero fueron principalmente los Hombres de Dorwinion los que más utilizaron el Río Rápido en su comercio con Esgaroth. Sólo había un impedimento en el trayecto a través de barcos entre ambas regiones y eran las cascadas en donde el Lago Largo volcaba sus aguas a la continuación del Celduin. Este problema era sorteado con relativa facilidad, porque al llegar hasta este lugar, desembarcaban las mercaderías y las conducían por tierra hasta la Ciudad, usando los caminos que costeaban el lago por la margen oeste. 
Todo tipo de mercancías surcaban sus aguas pero principalemte el famoso Vino de Dorwinion que era consumido en La Morada del Rey Thranduil en el Bosque Negro.
También era una de las vías de comunicación más utilizadas para el comercio de Esgaroth con Erebor y con la Ciudad de Valle, puesto que el Río era navegable en pequeños botes o se podían usar “(…)los caminos de la orilla…”, que conducían a la población protegida por la Montaña Solitaria. La Compañía de Thorin remontó el río desde la Ciudad del Lago durante varios días, en botes proporcionados por el gobernador de la ciudad; hasta llegar a pocas millas de las primeras estribaciones de Erebor, en tierra yerma conocida como la “Desolación de Smaug”.
El comercio fue muy fructífero y no sólo productos alimenticios habrían bajado por el río o por caminos y senderos hacia Esgaroth, sino también minerales y manufacturas. La metalurgia, la joyería, la orfebrería, el cuero, la madera y aún las campanas y “(…)el mercado de juguetes de Valle…” que “fue el asombro de todo el Norte…” formaron parte de la gran producción de la zona, en donde Valle y 'Esgaroth se unieron para comerciar las enormes riquezas, siguiendo camino hacia el sur, vía el Celduin; y hacia el oeste, cruzando el Bosque Negro y las Montañas Nubladas hasta Rivendel e incluso hasta Bree y La Comarca, siguiendo el Camino Este-Oeste..
- Datos: Q1773629